# Rap God
«Rap God» (с англ. — «Бог рэпа») — третий сингл американского рэпера Эминема из его восьмого студийного альбома. Премьера песни состоялась 14 октября 2013 года. Песня занесена в Книгу рекордов Гиннесса как хит с самым большим количеством слов (1560).
Продюсерами композиции стал американский дуэт Doe Boyz: DVLP, также известный как Develop, и Filthy. Трек был записан в студии Effigy Studios в Мичигане. Звукорежиссёрами были братья Майк и Джо Стрендж, Тони Кампана. Сведением занимались Эминем и Майк Стрендж.
14 октября 2013 года продюсер DVLP сообщил в Твиттере, что биту к песне было два года, его создали в ноябре 2011 года, а саму песню записали в 2012 году.
Песня стала одной из самых популярных в творчестве Эминема. Сингл стал четырежды платиновым по версии RIAA с четырьмя миллионами проданных копий. Клип на видеохостинге YouTube собрал более миллиарда просмотров.
В песне упоминается строчка из композиции «I’m Back» с первого альбома The Marshall Mathers LP, где он рассказывает о массовом убийстве в школе «Колумбайн» и читает рэп «Seven kids from Columbine». Стих был изначально подвергнут цензуре и повторно включён в «Rap God», чтобы проверить реакцию общественности. Помимо этого в песне есть отсылки к скандалу Клинтон — Левински, конфликту между Fabolous и Рэй Джей, упоминания Heavy D & the Boyz, Тупака Шакура, Run-D.M.C., Pharoahe Monch, Rаkim, N.W.А, Eazy-E, Dr. Dre, DJ Yella, Ice Cube, МС Ren, Busta Rhymes, Lakim Shabazz.

## Коммерческий успех
Песня дебютировала на 5 месте в UK Singles Chart и 1 месте в UK R&B Chart., сменив на этой позиции первый сингл с альбома «Berzerk». В США песня стартовала с 7 позиции в Billboard Hot 100, 2 месте в чарте Hot R&B/Hip-Hop Songs. После удаления R&B составляющей песня дебютировала с 1 позиции чарте Rap Songs. и 1 месте в чарте Digital Songs (270 тыс. загрузок). «Rap God» стала 7-й работой Eminem, стартовавшей в рамках top 10 чарта Billboard Hot 100, позволив ему обойти Lil Wayne (6 песен) и стать самым лучшим мужским исполнителем с этим показателем за 55-ю историю чарта.
Песня стала трижды платиновой согласно сертификации RIAA, к сентябрю 2017 г. в США было продано 1 896 000 копий.